# Селиваниха (река)
Селиваниха — река в Московской области России, правый приток реки Большой Сестры.
На карте Московской губернии 1860 года Ф. Ф. Шуберта и в «Каталоге рек и озёр Московской губернии» 1926 года И. А. Здановского указана, как река Селибановка.
На топографической карте Генерального Штаба СССР река уже указана, как река Селиваниха.
Длина реки около 7,5 км, ширина русла может достигать 3-4,5 метра. Высота склонов долины реки составляет 5-10 метров
Начинается в заболоченной местности в заказнике «Верховья реки Большой Сестры». Протекает в юго-западном направлении по елово-осиновым лесам и на части своего протяжения является границей между Истринским и Волоколамским районами. Впадает в Большую Сестру в 2 км восточнее деревни Пристанино.
В верховьях в реку впадает большое количества притоков, часть из которых — пересыхающие. Также отмечаются родники на склонах долины реки.
На топографической карте Генерального Штаба СССР около устья Селиванихи указана нежилая деревня Колпаки.